# Mark Duplass
Mark David Duplass (Smithtown, 7 de dezembro de 1976) é um Produtor, diretor, roteirista, ator e músico estadunidense. Ele é mais conhecido pelo seu papel de  Pete Eckhart na sitcom do FXX The League. Ele é irmão de Jay Duplass, que também é diretor, produtor e ator. Juntos, eles fundaram uma produtora de filmes, a Duplass Brothers Productions.